# Frapa (Verband)
Die FRAPA (Format Recognition and Protection Association) ist ein internationaler Verband für Urheber von TV-Formaten. Mit dem Ziel der Stärkung des Formatschutzes, wurde er im Jahr 2000 in Cannes gegründet. Sitz ist Naarden. Mitglieder sind über 170 Fernsehproduktionsfirmen und Verbände aus über 50 Ländern. Zu den deutschen Mitgliedern zählen zum Beispiel die Unternehmen Brainpool (TV total), Grundy Light Entertainment (Deutschland sucht den Superstar) oder Eyeworks (Rach, der Restauranttester).

## Aufgaben und Ziele
Die aktuelle rechtliche Situation bietet keine ausreichende urheberrechtliche Regelung zum Kopierschutz von Fernsehformaten. Aus diesem Grund engagiert sich der Verband für die Anerkennung von Fernsehformaten als geschützte Werke und für eine angemessene Beteiligung der Urheber an dem wirtschaftlichen Nutzen, der aus ihrem Werk gezogen wird.
Konkrete Aufgaben und Ziele sind die Entwicklung eines Branchenkonsenses darüber, dass Formate als intellektuelles Eigentum respektiert und geschützt werden. Des Weiteren hat der Verband eine Format Registry eingerichtet. Diese internationale Registrierung von Format-Ideen und -Konzepten kann – ähnlich einem Patentamt – belegen, zu welchem Zeitpunkt ein eingereichtes Konzept bereits existierte. Seit April 2010 kooperiert die FRAPA mit der WIPO (World Intellectual Property Organisation), die im Fall von Format-Streitigkeiten Mediationen und Schlichtungsverfahren anbietet.

## C21/FRAPA International Format Awards
Der Verein verleiht seit 2005 den FRAPA-Award, ein Preis zur Anerkennung innovativer Formatkonzepte. Zunächst wurde der Award in drei Kategorien vergeben: bestes Spielshow-Format, bestes Reality-Format und bestes Scripted-Format.
Um den Internationalen Einfluss zu erhöhen, vergibt die FRAPA seit 2007, gemeinsam mit C21Media den C21Media/FRAPA Format Award. Die Kategorien sind: best studio based game show format, best scripted format, best competition reality format, best factual entertainment format, best multiplatform format, best comedy format, best brand generated format und The IFA Gold Medal.
Die Gewinner werden durch ein Voting auf der Internetseite c21screeneings.net ermittelt. Die C21Media Community hat über 35.000 Nutzer aus der Entertainment-Branche. Das Voting findet jedes Jahr im September statt. Der Award wird jedes Jahr auf der Mipcom in Cannes verliehen.

## FRAPA Report
Gemeinsam mit dem Marktforschungsunternehmen Screen Digest gab die FRAPA im Jahr 2005 eine Branchenstudie The Global Trade in Television Formats zu Veränderungen im Formatmarkt heraus.
Zentrale Ergebnisse dieser Studie sind:
- ein weltweites Umsatzvolumen für Fernsehformate von 6,4 Milliarden Dollar im Jahr 2004
- die führende Stellung Englands als Herkunftsland von Formatkonzepten
- die Stellung der USA als wichtigster Markt nach Produktionsumsatz-Volumen, gefolgt von Deutschland, Frankreich und erst an vierter Stelle Großbritannien
- eine dominante Rolle der Firmengruppe Endemol im weltweiten Markt

2009 erschien der zweite FRAPA Report TV Formats to the World in Zusammenarbeit mit der internationalen Tracking Agentur The Wit und dem Journalistenbüro TV-Sisters. Die Branchenstudie untersuchte den internationalen Formathandel in 14 Ländern. Er gibt eine Übersicht über den Format-Markt in Argentinien, Australien, Kanada, Frankreich, Deutschland, Italien, Japan, Niederlande, Spanien, England und USA sowie Dänemark, Norwegen und Schweden, die als eine Region (Skandinavien) untersucht wurden.
Aufgeteilt ist der Report in zwei Teile:
1. Wirtschaftliche Evaluation des Formathandels (2006–2008)
2. Länderprofile.
Zentrale Ergebnisse der Studie sind:
- die Anzahl der gehandelten Formate ist stetig gestiegen. Allein während des Untersuchungszeitraumes wurden 445 Formate exportiert
- das Produktionsvolumen der TV-Formate, die in den 14 Ländern entwickelt wurden, generierte einen Umsatz von 9,3 Milliarden Euro in den Jahren 2006 bis 2008
- Großbritannien ist führendes Land des Formathandels, gefolgt von USA, Niederlanden und Argentinien
- Talent Shows, Studio Game Shows und Quiz Shows sowie Coaching Shows sind die erfolgreichsten Genres. Die Verkäufe von gescripteten Formaten und Telenovelas steigt.